# فيرخنيباكانسكي (كراسنودار)
فيركنيباكانسكيي (بالروسية: Верхнебаканский) هي مدينة في مقاطعة كراسنودار كراي في روسيا.
يبلغ عدد سكانها حوالي 6622 نسمة.